# Henri-Alexandre Deslandres
Henri-Alexandre Deslandres (24. července 1853 – 15. ledna 1948) byl francouzský astronom. Působil jako ředitel Pařížské observatoře a proslavil se studiemi o chování sluneční atmosféry.

## Život
V průběhu pregraduálních let byl Deslandres výrazně ovlivněn prusko-francouzskou válkou, napětím a chaosem, který válka vyvolala. A proto po promoci v roce 1874 vstoupil do armády, kde dosáhl hodnosti kapitána. V průběhu této práce ho stále více začala zajímat fyzika, proto se roku 1881 vzdal pozice v armádě a připojil se k laboratoři Alfreda Corna na École Polytechnique, kde začal pracovat v oblasti spektroskopie. V této činnosti pokračoval i na Pařížské univerzitě. V roce 1888 dokončil doktorát v jehož rámci hledal numerické vzorce ve spektrálních čarách.
V roce 1889 byl Deslandres najat Urbainem Le Verrierem a Amédée Mouchezem na práci na astrofyzikální observatoři v Meudonu. Deslandres vyvinul spektroheliograf, který ve stejné době objevil i George Ellery Hale.
Roku 1898 nastoupil na Meudon, kde doplnil Pierra Janssena, čímž zdvojnásobil vědecký personál observatoře. Po smrti Janssena se stal v roce 1907 ředitelem observatoře. V letech 1907–1909 byl ředitelem Francouzské astronomické společnosti.  Po vypuknutí první světové války se jako šedesátník vrátil do armády, konkrétně působil jako inženýr. Za dobu služby byl povýšen na podplukovníka. Po podepsání míru v roce 1918 pokračoval v práci na observatoři Meudot až do roku 1926, kdy se jeho pracoviště spojilo s Pařížskou observatoří.
Deslandres zůstal aktivní v oblasti výzkumu až do své smrti.

## Ocenění
Roku 1913 získal Gold Medal of the Royal Astronomical Society a také Henry Draper Medal. V roce 1921 obdržel cenu Medaili Catheriny Bruceové.
Jmenují se po něm kráter na Měsíci, ocenění francouzské astronomické společnosti a rovněž asteroid 11763.